# ماك أندرو
ماك أندرو (من مواليد 4 ديسمبر 2003) هو لاعب كرة قدم أسترالي محترف يلعب مع جولد كوست صنز في دوري كرة القدم الأسترالي (AFL).